# Microsoft Visual C++
Microsoft Visual C++ (anche noto come MSVC) è un ambiente di sviluppo integrato (IDE) di Microsoft per la programmazione nei linguaggi C, C++ e C++/CLI.
È orientato soprattutto allo sviluppo e al debug di codice C++ basato sulle API di Microsoft Windows, DirectX e Microsoft .NET.
Esiste sia in una versione stand-alone (Microsoft Visual C++ 2008 Express Edition) sia come parte dell'ambiente Microsoft Visual Studio (nelle tre versioni Standard, Professional e Team Suite). Il sito di MSDN mette a disposizione la versione "Express" per il download gratuito.